# 王禎寶 (澳門)
王禎寶（1960年—），是土生土長的澳門人，為澳門著名藝術家，現任澳門版畫研究中心會長。曾於2017年代表澳門參加第五十七屆威尼斯藝術雙年展。

## 生平
王禎寶從小喜愛作畫，在中學畢業後曾到香港及東京修讀藝術課程，其後更遠赴英國深造版畫藝術和從事藝術教研工作，在90年代應邀為倫敦大學院斯理藝術研究所榮譽客席助理研究員。
。他曾先後任職前澳門市政廳文物研究暨博物館事務處處長、澳門視覺藝術學院（現澳門理工大學藝術及設計學院）版畫系主任、澳門版畫展策展人及澳門賈梅士博物院民族文化展覽統籌等。

## 外部連結
- 澳門全藝社 （页面存档备份，存于）